# Duala (langue)
Pour les articles homonymes, voir Douala (homonymie).
Le duala (ɓwambo ɓwá duálá en duala littéralement « la langue des Duala ») est une langue tonale bantoue parlée dans la région environnante de la ville de Douala au Cameroun par le peuple Duala et des ethnies qui lui sont proches.
Le duala est parlé en majorité dans la ville de Douala et ses environs, et également dans une bonne partie du Sud-Ouest du Cameroun.
Elle est la langue maternelle de plus de 550 000 personnes et utilisée par plus de 1 500 000 locuteurs. Elle appartient à la famille des langues nigéro-congolaises, et au groupe des langues bantoues. Langue véhiculaire du grand peuple Sawa, elle est proche de plusieurs autres langues telles que le pongo, le mongo, le malimba, l'oli (ewodi), le Bakweri.

## Classification
Le duala appartient à la famille des langues bantoues et au groupe des langues sawabantu.
- Classification de Guthrie : A.24, groupe C.20
- Classification Bastin/Coupé/Mann : A.24

## Orthographe et grammaire
Le duala est la  toute première langue à avoir été écrite par les missionnaires au Cameroun, avec une traduction du Nouveau Testament en 1862 par Alfred Saker. Mais c'est à partir de 1927 que pour la première fois, un camerounais, Isaac Moumé Etia, écrit des manuels d'apprentissage du Duala.
En 1927, Isaac Moumé Etia publie La langue de Douala (Cameroun) par vous-même : grammaire, exercices, conversations. En 1928, il publie, Dictionnaire du langage franco-douala contenant tous les mots usuels. En 1929, paraît un second tome de La langue de Douala (Cameroun) par vous-même : grammaire, exercices, conversations. Il publie ensuite en 1930, Grammaire abrégée de la langue Douala (Cameroun) .
Au cours des années, le douala connaît trois orthographes principales, chacune sous l’influence de l’autorité coloniale ou de l’origine des missionnaires : allemand, et français et anglais.
| Différentes orthographes du douala | Différentes orthographes du douala | Différentes orthographes du douala | Différentes orthographes du douala | Différentes orthographes du douala | Différentes orthographes du douala | Différentes orthographes du douala |
| ---------------------------------- | ---------------------------------- | ---------------------------------- | ---------------------------------- | ---------------------------------- | ---------------------------------- | ---------------------------------- |
| Britannique                        | e̱                                  | o̱                                  | oa                                 | ny                                 | ma bola                            | mienge                             |
| Allemande                          | e̱                                  | o̱                                  | wa                                 | ń                                  | mabola                             | myenge                             |
| Française                          | e                                  | o̱                                  | oa                                 | ñ                                  | mabola                             | mienge                             |

### Alphabet de Meinhof
En 1901, le professeur C. Meinhof et des missionnaires de la Mission protestante de Bâle établissent une orthographe phonétique simplifiée tenant compte principalement de la langue parlée. L’orthographe est assez populaire et est suivie en général.
| Alphabet de Meinhof (1901) | Alphabet de Meinhof (1901) | Alphabet de Meinhof (1901) | Alphabet de Meinhof (1901) | Alphabet de Meinhof (1901) | Alphabet de Meinhof (1901) | Alphabet de Meinhof (1901) | Alphabet de Meinhof (1901) | Alphabet de Meinhof (1901) | Alphabet de Meinhof (1901) | Alphabet de Meinhof (1901) | Alphabet de Meinhof (1901) | Alphabet de Meinhof (1901) | Alphabet de Meinhof (1901) | Alphabet de Meinhof (1901) | Alphabet de Meinhof (1901) | Alphabet de Meinhof (1901) | Alphabet de Meinhof (1901) | Alphabet de Meinhof (1901) | Alphabet de Meinhof (1901) | Alphabet de Meinhof (1901) | Alphabet de Meinhof (1901) | Alphabet de Meinhof (1901) | Alphabet de Meinhof (1901) | Alphabet de Meinhof (1901) | Alphabet de Meinhof (1901) | Alphabet de Meinhof (1901) | Alphabet de Meinhof (1901) |
| -------------------------- | -------------------------- | -------------------------- | -------------------------- | -------------------------- | -------------------------- | -------------------------- | -------------------------- | -------------------------- | -------------------------- | -------------------------- | -------------------------- | -------------------------- | -------------------------- | -------------------------- | -------------------------- | -------------------------- | -------------------------- | -------------------------- | -------------------------- | -------------------------- | -------------------------- | -------------------------- | -------------------------- | -------------------------- | -------------------------- | -------------------------- | -------------------------- |
| Majuscules                 | A                          | B                          | C                          | D                          | E                          | E̱                          | F                          | G                          | H                          | I                          | J                          | K                          | L                          | M                          | N                          | Ṅ                          | Ń                          | O                          | O̱                          | P                          | R                          | S                          | T                          | U                          | W                          | Y                          |                            |
| Minuscules                 | a                          | b                          | c                          | d                          | e                          | e̱                          | f                          | g                          | h                          | i                          | j                          | k                          | l                          | m                          | n                          | ṅ                          | ń                          | o                          | o̱                          | p                          | r                          | s                          | t                          | u                          | w                          | y                          |                            |
| Phonèmes                   | /a/                        | /b/                        | /c/                        | /d/                        | /e/                        | /ɛ/                        | /f/                        | /ɡ/                        | /h/                        | /i/                        | /ɟ/                        | /k/                        | /l/                        | /m/                        | /n/                        | /ŋ/                        | /ɲ/                        | /o/                        | /ɔ/                        | /p/                        | /r/                        | /s/                        | /t/                        | /u/                        | /w/                        | /j/                        |                            |

### Alphabet général des langues camerounaises
En 1978, l’Alphabet général des langues camerounaises (AGLC) est créé pour uniformiser les règles orthographiques entre les différentes langues camerounaises. De nouvelles règles s’appliquent donc à l’orthographe du douala.
| Majuscules | A   | B   | Ɓ   | C   | D   | Ɗ   | E   | Ɛ   | F   | G   | H   | I   | J   | K   | L   | M   | N   | Ɲ   | Ŋ   | O   | Ɔ   | P   | R   | S   | T   | U   | W   | Y   |
| Minuscules | a   | b   | ɓ   | c   | d   | ɗ   | e   | ɛ   | f   | g   | h   | i   | j   | k   | l   | m   | n   | ɲ   | ŋ   | o   | ɔ   | p   | r   | s   | t   | u   | w   | y   |
| Phonèmes   | /a/ | /b/ | /ɓ/ | /c/ | /d/ | /ɗ/ | /e/ | /ɛ/ | /f/ | /ɡ/ | /h/ | /i/ | /ɟ/ | /k/ | /l/ | /m/ | /n/ | /ɲ/ | /ŋ/ | /o/ | /ɔ/ | /p/ | /r/ | /s/ | /t/ | /u/ | /w/ | /j/ |

L’orthographe AGLC utilise les lettres ‹ ɓ › et ‹ ɗ › pour les phonèmes /b/ et /d/ réalisés [ɓ] et [ɗ] devant toutes les voyelles à l’exception des voyelles fermées [i], [u]. La consonne occlusive injective bilabiale voisée [ɓ] et la consonne occlusive injective alvéolaire voisée [ɗ] sont respectivement des allophones de la consonne occlusive bilabiale voisée /b/ et de la consonne occlusive alvéolaire voisée /d/. Cependant l’occlusive injective bilabiale voisée prénasalisée /ᵐɓ/ est un phonème à part entière car il est utilisé de manière distinctive de l’occlusive bilabiale prénasalisée dans quelques pairs minimales.
Les tons notés sont :
- le ton haut noté à l’aide de l’accent aigu : á ;
- le ton moyen noté à l’aide du macron : ā ;
- le ton bas est noté par la voyelle seule : a ;
- le ton montant noté à l’aide de l’accent antiflexe : ǎ ;
- le ton descendant noté à l’aide de l’accent circonflexe : â.

## Grammaire

### Pronoms
|             | singulier | pluriel |
| ----------- | --------- | ------- |
| 1e personne | mbá       | bisɔ́    |
| 2e personne | oá        | binyɔ́   |
| 3e personne | mɔ́        | babɔ́    |

| 1e sg. | n-                            |
| 2e sg. | w-                            |
| 3e sg. | a-, (voir classes nominales)  |
| 1e pl. | j-                            |
| 2e pl. | l                             |
| 3e pl. | ba-, (voir classes nominales) |

| Classe sémantique | Proximal | Médial    | Distal      |
| ----------------- | -------- | --------- | ----------- |
| 1/2               | nú / bá  | nún / bán | núnɛ / bánɛ |
| 3/4               | mú / mí  | mún / mín | múnɛ / mínɛ |
| 5/6               | dí / má  | dín / mán | dínɛ / mánɛ |
| 7/8               | yé / bé  | yén / bén | yénɛ / bénɛ |
| 19/12             | yí / ló  | yín / lón | yínɛ / lónɛ |
| 14/4              | bó / mí  | bón / mín | bónɛ / mínɛ |
| 9/10              | ní / yí  | nín / yín | nínɛ / yínɛ |

### Classes nominales
En douala, le lexique peut être regroupée en sept classes sémantiques formées de deux classes nominales de Carl Meinhof (la première étant le singulier et le second, le pluriel): 1/2 — 3/4 — 5/6 — 7/8 — 19/12 — 14/4 — 9/10. La classe sémantique 9/10 désigne le locatif.
| Classes du bantou commun | Préfixes nominaux | Préfixes nominaux | Préfixes adjectivaux | Préfixes adjectivaux | Préfixes verbaux | Préfixes verbaux |
| Classes du bantou commun | Consonne          | Voyelle           | Consonne             | Voyelle              | Consonne         | Voyelle          |
| ------------------------ | ----------------- | ----------------- | -------------------- | -------------------- | ---------------- | ---------------- |
| 1                        | mo-, mu-          | mw-, m-           | nú-                  | ɲ-                   | a-               | ∅                |
| 2                        | ba-               | b-                | bá-                  | b-                   | bá-              | b-               |
| 3                        | mu-               | mw-, m            | mú-                  | mw-                  | mú-              | mw-, n-          |
| 4                        | mi-               | my-               | mí-                  | my-, m-              | mí-              | my-, mw-, m-     |
| 5                        | di-               | d-, j-            | di-                  | l-                   | di-              | l-, j-           |
| 6                        | ma-               | m-                | má-                  | m-                   | má-              | m-               |
| 7                        | e-                | ey-, y-           | é-                   | y-                   | é-               | y-               |
| 8                        | be-               | by-, b-           | bé                   | b-                   | bé-              | b-               |
| 9                        | n-                | ɲ-,               | m-, ní               | ɲ-                   | e-               | ɲ-               |
| 10                       | n-                | ɲ-                | í-                   | y-                   | i-               | y-               |
| 14                       | bo-               | bw-, b-           | bó-                  | bw-, b-              | bó-              | bw-, b-          |
| 12                       | lo-               | l-                | ló-                  | l-                   | ló-              | ló-, l-          |
| 19                       | i-                | y-                | í-                   | y-                   | i-               | y-               |

## Grammaticale
| Mot   | Traduction       |
| ----- | ---------------- |
| terre | wásē, minyáŋgádú |

| ciel        | diɓoɓɛ                  |
| eau         | madíɓá                  |
| feu         | wéá                     |
| homme       | moto, momé              |
| femme       | múto                    |
| l'enfant    | múna                    |
| être humain | moto a ɓenama           |
| manger      | ɗá                      |
| boire       | nyɔ́                     |
| grand       | -ndɛ̄nɛ, éndɛ̄nɛ, ɓondɛ́nɛ |
| gros        | kola                    |
| petit       | -sadi, sala, ɓosadi     |
| nuit        | bulú                    |
| jour        | búnyá, sú               |
| amour       | ndóló                   |
| oui         | Ee                      |
| non         | kɛ́m                     |

### les mois de l'année[13]
| Mot       | Traduction |
| --------- | ---------- |
| Janvier   | Dimɔ́di     |
| Février   | ŋgɔndɛ     |
| Mars      | Sɔŋɛ       |
| Avril     | Diɓáɓá     |
| Mai       | Emiasɛlɛ   |
| Juin      | Esɔpɛ́sɔpɛ  |
| Juillet   | Madíɓɛ́díɓɛ́ |
| Août      | Diŋgíndí   |
| Septembre | Nyɛtɛki    |
| Novembre  | Tiníní     |
| Décembre  | Eláŋɛ́      |

### le corps
| Mot                 | Traduction      |
| ------------------- | --------------- |
| le cœur (les cœurs) | muléma (miléma) |
| la tête             | mulópō          |
| la bouche           | mundumbu        |
| la dent (les dents) | soŋgá (masoŋgá) |
| le ventre           | dibum           |
| l'œil (les yeux)    | dísɔ (mísɔ)     |

### quelques phrases
| Mot                    | Traduction        |
| ---------------------- | ----------------- |
| je sais                | na bi             |
| je ne sais pas         | na sí bí          |
| je veux manger         | na púlá dá        |
| je ne veux pas manger  | na sí ma púlá dá  |
| je veux boire de l'eau | na púlá ñó madíbá |
| donne - moi de l'eau   | bolá mbá madíbá   |
| S'il te plait          | son               |
| Je t'aime              | Na tondi wa       |

### les chiffres
| Mot    | Traduction                                |
| ------ | ----------------------------------------- |
| un     | ewɔ̄ (mɔ, diwɔ, bɔ, pɔ...)                 |
| deux   | béɓǎ (miɓa, maɓa, baɓa, iɓa...)           |
| trois  | bélálo (milalo, malalo, balalo, ilalo...) |
| quatre | bénɛí (minéi, manéi, banéi, inéi...)      |
| cinq   | bétánu (mitanu, matanu, batanu, itanu...) |
| six    | mutōɓā                                    |
| sept   | sǎmbā                                     |
| huit   | lɔmbi                                     |
| neuf   | dibuā                                     |
| dix    | ɗôm                                       |